# Mostro marino

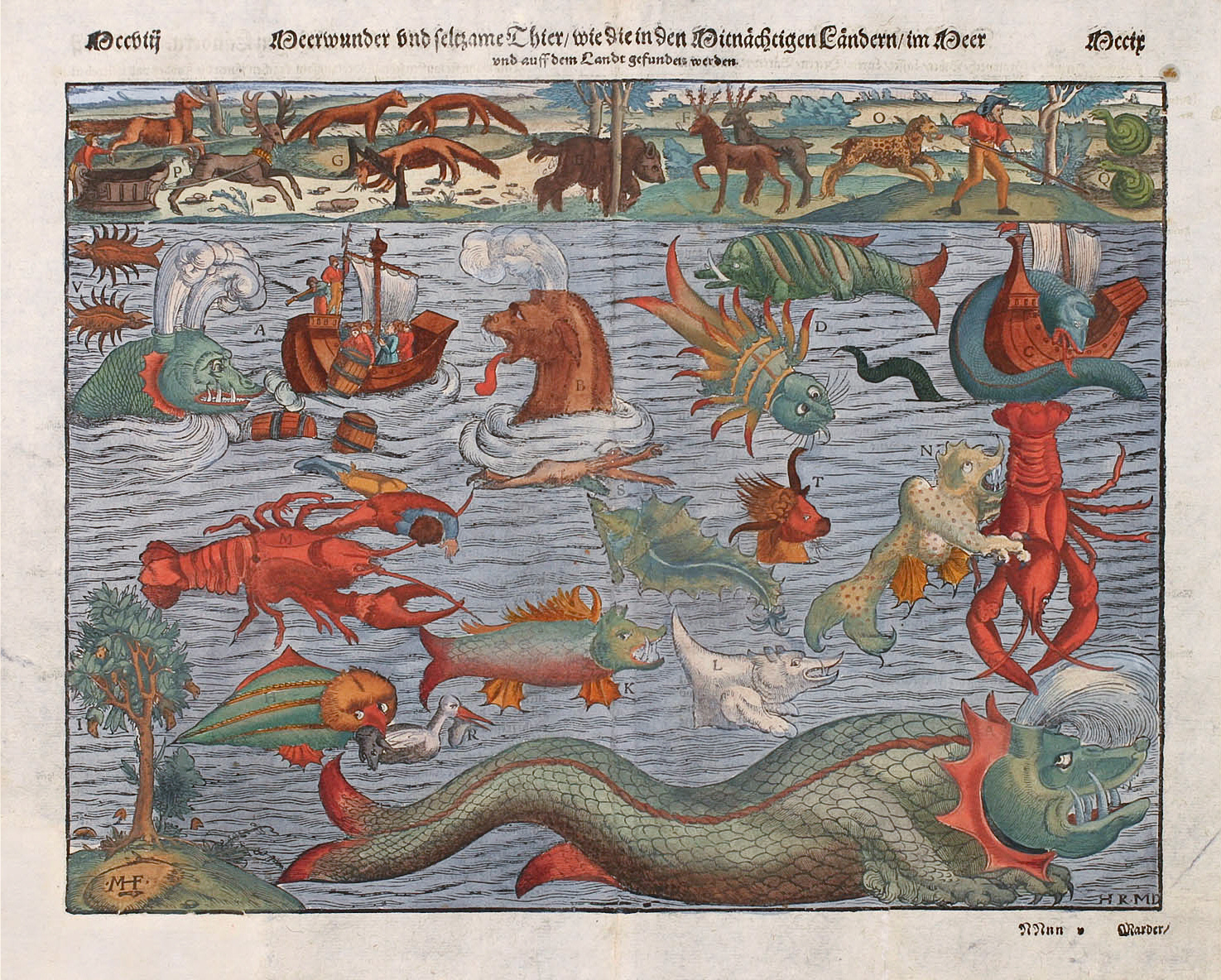
Vari tipi di mostri marini; illustrazione dalla Carta marina (1540 circa, Svezia).

I mostri marini sono creature mitologiche che nell'immaginario collettivo popolano il mare, e che nell'antichità incutevano gran timore ai marinai.
Possono assumere varie forme, tra cui quelle di drago, serpente marino, o bestie dotate di molteplici magie; possono essere gelatinosi o squamati, spesso sfiatano getti d'acqua. Sono spesso ritratti mentre attaccano, insidiano, e distruggono le navi.

## Avvistamenti e leggende

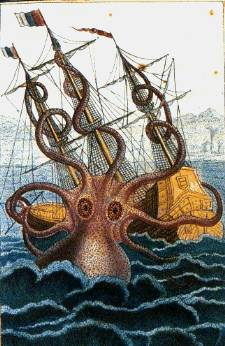
Il Kraken avvolge un vascello con i suoi tentacoli.

Storicamente i disegni decorativi di delfini araldici e mostri marini erano utilizzati frequentemente per illustrare le mappe, come la Carta marina. Questa pratica morì con l'avvento della moderna cartografia. Nondimeno, persistono fino ai giorni nostri storie di mostri marini e testimonianze dirette che rivendicavano di avere visto tali bestie. Tali avvistamenti sono spesso catalogati e studiati dagli studiosi del folclore e dagli criptozoologi.
Racconti di mostri marini si trovano pressoché in tutte le culture che abbiano o abbiano avuto contatto con il mare. Resoconti di testimoni oculari provengono da ogni parte del mondo. Per esempio, Avieno narra del viaggio dell'esploratore cartaginese Imilcone «… laddove mostri degli abissi e bestie nuotano tra le lente e striscianti navi» (linee 117-29 dell'Ora Maritima). Sir Humphrey Gilbert affermò di aver incontrato un mostro simile ad un leone dotato di "occhi abbaglianti" durante il suo viaggio di ritorno dopo aver formalmente reclamato St. John's, Terranova (1583), inglese. Un altro racconto riguardo ad un incontro con un mostro marino risale al luglio del 1734. Hans Egede, un missionario danese/norvegese, racconta che, in viaggio verso Gothaab/Nuuk sulla costa ovest della Groenlandia: «Apparve [laggiù] un animale marino davvero terribile, che si innalzava al di sopra delle acque, la cui testa sormontava il nostro albero maestro. Aveva un muso lungo e appuntito, e sfiatava come una balena, aveva pinne lunghe e larghe, e il suo corpo era come coperto da pelle coriacea, attorcigliato su se stesso e dalla pelle raggrinzita; inoltre, nella parte inferiore aveva la forma di un serpente, e quando scese di nuovo sott'acqua, si lanciò all'indietro, e facendo questo, sollevò la coda sopra l'acqua, lunga quanto una nave intera dal suo corpo. Quella sera, vi fu il maltempo».
Sono noti altri resoconti dall'Oceano Pacifico, Indiano e dai mari del sud (ad esempio Heuvelmans 1968).
Uno sviluppo più recente è stato ad esempio il misterioso "Bloop" recuperato tramite attrezzature idrofoniche nel 1997. Da un confronto con le caratteristiche audio di un animale, fu ritenuto troppo grande per essere una balena. Le analisi hanno dimostrato che è stato causato dal distaccamento di una porzione di ghiacciaio.
Cosa potrebbero essere questi moderni "mostri" è fonte di dibattiti. Le possibilità includono squali-lucertola, squali elefante, pesci-remo, calamari giganti, seppie, o balene. Per esempio Ellis (1999) suggerì che il mostro di Egede-rellis-phooba sarebbe potuto essere un calamaro gigante. Altre ipotesi affermano che i mostri del presente siano in realtà esemplari di rettili marini giganti, come l'ittiosauro o il plesiosauro, dei periodi rispettivamente giurassico e cretaceo, o balene oramai estinte quali il "basilosauro"
Nel 1892, Anthonid Cornelis Oudemans, successivamente divenuto il direttore dei Giardini zoologici reali, pubblicò il libro The Great Sea Serpent ("Il grande serpente marino"), in cui suggeriva che molti avvistamenti di serpenti marini in realtà sarebbero stati meglio ritenuti quali pinnipedi precedentemente sconosciuti. Più probabile che molti altri resoconti di mostri marini siano stati avvistamenti male interpretati di carcasse di squali o balene (vedi sotto), alghe galleggianti, tronchi o altri relitti quali zattere, canoe o reti da pesca abbandonate.

## "Mostri marini" di cui è stata accertata l'origine

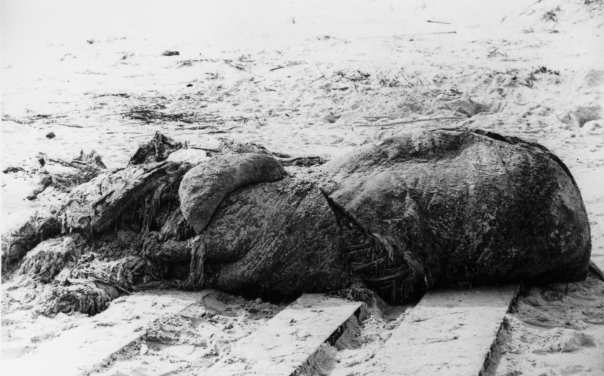
Carcassa che si arenò nei pressi di St. Augustine, in Florida, nel 1896.

Si hanno avvistamenti di mostri marini morti sin dalla recente antichità (vedi Heuvelmans 1896). Le carcasse non identificate sono spesso chiamate col termine inglese globster. Il plesiosauro rimasto impigliato nelle reti del viaggiatore giapponese Zuiyo Maru poco lontano dalle coste della Nuova Zelanda fece molto scalpore nel 1977 e venne anche riprodotto in un francobollo brasiliano prima che l'FBI suggerisse che si potesse trattare della carcassa in decomposizione di uno squalo elefante. Allo stesso modo, il test del DNA eseguito su un altro presunto mostro marino recuperato a Fortune Bay, Terranova nell'agosto del 2001 confermò che si trattava di un capodoglio. Anche il noto "Mostro di Tecolutla" fu in seguito identificato come un capodoglio, del quale è esposto il cranio in un museo presso il luogo del ritrovamento.
Un altro esempio moderno di "mostro marino" fu la strana creatura arenatasi su una spiaggia del Cile nel luglio del 2003. Inizialmente venne descritta come una "medusa gigantesca delle dimensioni di un bus" ma fu successivamente riconosciuto come l'ennesima carcassa di un capodoglio. Spesso capita che i cadaveri amorfi o privi di ossa siano immediatamente ricondotti a piovre giganti, ma è stato recentemente scoperto che i capodogli morti si decompongono in maniera tale da diventare masse senza caratteristiche, che spesso inoltre mostrano una superficie "pelosa" a causa di fibre collagene esposte. L'analisi della carcassa di Zuiyo Maru rivelò un fenomeno simile anche nelle carcasse in decomposizione degli squali elefante, i quali per prima cosa perdono la maggior parte dell'area inferiore della testa, e successivamente la pinna dorsale e caudale, finendo per somigliare a plesiosauri.

## Mostri marini leggendari o citati in mitologie e testi religiosi
- Balena-isola
- Carcino e Ozena nella mitologia greca
- Cirein-cròin, della mitologia gaelica scozzese
- Coinchenn, dalle cui ossa è fatto il Gáe Bulg nella mitologia celtica
- Curruid, il mostro marino che uccise il Coinchenn
- Idra, nella mitologia greca e romana
- Iku-Turso nella mitologia finlandese
- Kraken
- Leviatano, citato nella Bibbia, Libro di Giobbe
- Pistrice-pesce citato nella Bibbia, Libro di Giona
- Miðgarðsormr (o Jörmungandr) nella mitologia norrena
- Ogopogo
- Orca di Ebuda, nell'Orlando furioso
- Il mutaforma Proteo
- Scilla e Cariddi, da Omero
- Sirene, da Omero
- Tiamat, un mostro del caos primordiale
- Unktehila nella mitologia sioux
- Quinotauro
- Umibōzu, spirito del folclore giapponese
- Yacumama

## Mostri marini storicamente riportati

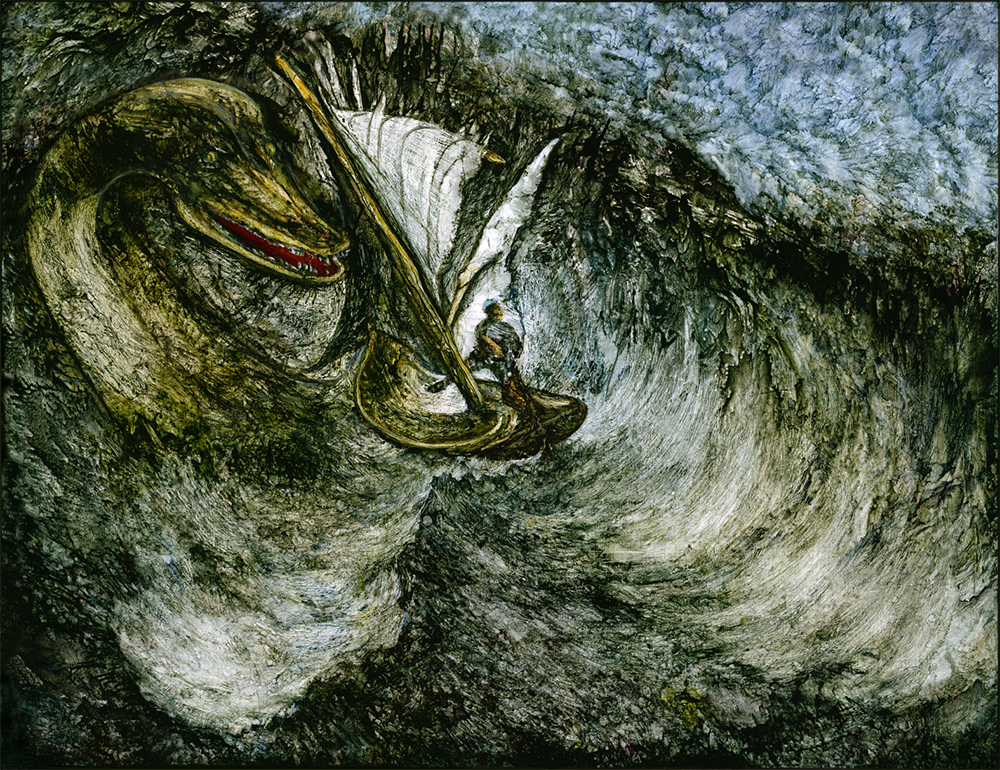
Il mostro di Loch Ness, in una rappresentazione dipinta.

Tra i mostri marini riportati (di prima o seconda mano) allo stato attuale vi sono:
- Ozena, una piovra da Plinio. N.B. Non si tratta della piovra gigante del Pacifico.
- Sirena
- Pesce monaco
- Pesce vescovo
- Serpenti marini
- Tritoni, da Plinio

## Mostri marini delle opere di fantasia
- Cthulhu, nelle opere di H. P. Lovecraft appartenenti all'omonimo ciclo
- Godzilla nel cinema giapponese
- Altri Kaijū
- I Kraken nel romanzo Il risveglio dell'abisso di John Wyndham
- L'ittiosauro e il plesiosauro del romanzo Viaggio al centro della Terra
- I mostri marini dei film horror-fantascientifici: Deepstar Six, The Rift, Deep Rising - Presenze dal profondo, Deep Shock
- Il polpo gigante di Il mostro dei mari
- Clover nel film Cloverfield
- Il dio-guerriero Gora del film Inuyasha - The Movie 4
- Il Terribile Pesce-cane di Le avventure di Pinocchio. Storia di un burattino
- Sin, l'antagonista principale di Final Fantasy X